# Per Kjellnäs
Per Folke Kjellnäs, född 24 februari 1940 i Johannebergs församling i Göteborgs och Bohus län, död 2 november 2022 i Västerleds distrikt i Stockholms län, var en svensk ingenjör, företagsledare och ämbetsman. Han var generaldirektör och chef för Försvarets radioanstalt 1994–2003.

## Biografi
Kjellnäs avlade civilingenjörsexamen vid Tekniska högskolan i Stockholm 1962 och teknologie licentiat-examen i mikrovågsteknik där 1967. Han var anställd vid TUAB 1963–1966. Åren 1966–1980 tjänstgjorde han vid Försvarets radioanstalt, bland annat som chef för Tekniska enheten 1973–1980. Han var verkställande direktör för Transvertex AB 1981–1983 och för Magnetic AB 1984–1985. Därefter var Kjellnäs åter verksam vid Försvarets radioanstalt: som chef för Produktionsavdelningen 1985–1989, som ställföreträdande chef 1989–1994 och som generaldirektör och chef 1994–2003. Åren 2003–2004 tjänstgjorde han vid Försvarsdepartementet.
Per Kjellnäs invaldes 1999 som ledamot av Kungliga Krigsvetenskapsakademien.
Per Kjellnäs var son till Folke Kjellnäs och Ingrid Kjellnäs, född Helander. Catarina Wretman är dotter till Per Kjellnäs och dennes dåvarande hustru Christina Kjellnäs, född Hesse.